# Тянь Чжуанчжуан
Тянь Чжуанчжуа́н (кит. упр. 田壯壯, пиньинь Tián Zhuàngzhuàng, апрель 1952, Пекин) — китайский кинорежиссёр и продюсер, представитель пятого поколения китайских кинематографистов.

## Биография
Тянь родился 23 апреля 1952 года в Пекине в семье знаменитого актёра Тянь Фана 30-х гг. XX в., впоследствии занявшего пост главы Пекинской киностудии в 50-х гг., и его жены – популярной актрисы 50-60 –х гг. Ю Лань, которая возглавила Пекинскую детскую киностудиюв 80-х.
Младший сын в актёрской семье, подвергшейся преследованиям в период культурной революции, был сослан в Гирин. В 1968—1971 служил в армии, начал там фотографировать. Служил военным фотографом, затем — ассистентом оператора на Пекинской студии сельскохозяйственных фильмов. После трех лет работы на Студии подал заявление в Пекинскую киноакадемию, был принят, закончил её в 1982 вместе с Чэнь Кайгэ и Чжан Имоу. Его студенческая работа, короткометражка «Наш уголок» (1980), приобрела статус манифеста нового поколения кинематографистов. В 1982 показал свой первый полнометражный фильм, детскую ленту Красный слон, снятую в соавторстве. 
После выпуска Тянь сделал акцент на натурном реалистическом стиле съёмки. Первые фильмы Чжуанчжуна были посвящены национальным меньшинствам Китая. Он детально изображал жизнь в степи Внутренней Монголии в фильме «На охотничьих угодьях» (1984) и рассказывал историю о тибетских скотоводах в картине «Конокрад» (1986). 
После картины о политике ста цветов и культурной революции «Синий бумажный змей» (1993), тайком вывезенной друзьями за рубеж и показанной там на нескольких фестивалях, но вызвавшей резкую официальную критику в Китае и фактическую травлю режиссёра, он был почти на 10 лет отлучен от работы в кино. В эти годы занимался продюсированием, в том числе — фильмов, снятых режиссёрами следующего, шестого поколения китайских кинематографистов.

## Избранная фильмография
- 1982: Красный слон (в соавторстве)
- 1984: Сентябрь (подвергся цензуре)
- 1986: Конокрад (премия МКФ во Фрибуре; Мартин Скорсезе в телевизионном шоу Роджера Эберта назвал его среди лучших лент, увиденных им в 1990-е годы)
- 1991: Последний евнух, историко-биографический фильм о Ли Ляньине (специальное упоминание и номинация на Золотого медведя Берлинского МКФ)
- 1993: Синий бумажный змей (Серебряный Хьюго за лучшую режиссёрскую работу Чикагского МКФ, Гран-при Токийского МКФ, премия Дух свободы Иерусалимского МКФ, премия за лучшую рассказанную историю на Гавайском МКФ, номинация на премию Независимый дух за лучший иностранный фильм)
- 2002: Весна в маленьком городе (ремейк фильма Фэй Му; премия Святого Марка на Венецианском МКФ, премия Дон-Кихота на МКФ в Тромсё, номинация на Золотого Хьюго Чикагского МКФ)
- 2004: Дэламу, документальный (премия Гильдии кинорежиссёров Китая за лучшую режиссёрскую работу)
- 2006: Мастер го, историко-биографический фильм о Го Сэйгэне (две премии Шанхайского МКФ)
- 2009: Воин и волк, исторический фильм (главная женская роль предназначалась Тан Вэй, но из-за скандала вокруг её роли в фильме Вожделение режиссёр был вынужден заменить её актрисой Мэгги Кью)
- Ян-гуйфэй (в производстве)
- 2023: Башня без тени

## Признание
Премия принца Клауса (Нидерланды, 1998).